# Šport u 1946.
◄◄ | ◄ | 1943. | 1944. | 1945. | 1946.  | 1947. | 1948. | 1949. | ► | ►►
Arhitektura • Astronautika • Astronomija • Biologija • Film • Fotografija • Glazba • Kazalište • Kemija • Kiparstvo • Knjige • Književnost • Kršćanstvo • Meteorologija • Medicina • Planinarstvo • Politika • Pravo • Promet • Slikarstvo • Strip • Šport • Televizija • Znanost • Zrakoplovstvo • Željeznički promet
Šport u 1946.

## Svijet

### Natjecanja
- Po pravilima trebalo se održati svjetsko prvenstvo u nogometu u Brazilu, ali nije zbog toga što se svijet još uvijek oporavljao od posljedica Drugoga svjetskog rata, a neki ratni sukobi još uvijek nisu prestali odnosno izbijali su naknadni ratovi.

#### Kontinentska natjecanja

##### Europska natjecanja
- Od 30. travnja do 4. svibnja – Europsko prvenstvo u košarci u Ženevi u Švicarskoj: prvak Čehoslovačka

### Osnivanja
- KK Olimpija Ljubljana, slovenski košarkaški klub
- KF Partizani Tirana, albanski nogometni klub
- FC Linz, austrijski nogometni klub
- FK Sarajevo, bosanskohercegovački nogometni klub
- U.C. Sampdoria, talijanski nogometni klub

## Hrvatska i u Hrvata

### Smrti
- 11. lipnja – Rudolf Markušić, hrvatski atletičar (* 1911.)
- 26. prosinca – Franjo Bučar, hrvatski književnik, književni povjesničar i športski djelatnik. (* 1866.)

## Vanjske poveznice
|  | Zajednički poslužitelj ima još gradiva o temi Šport u 1946. |